# Międzynarodowy Dzień Planetoid
Międzynarodowy Dzień Planetoid (ang. International Asteroid Day) – cykl organizowanych corocznie na całym świecie wydarzeń naukowych i popularnonaukowych, których celem jest popularyzacja wiedzy na temat planetoid, zagrożeń z nimi związanych oraz sposobów ochrony.
Dzień Planetoid obchodzony jest w rocznicę katastrofy tunguskiej z 30 czerwca 1908 roku, najbardziej dotkliwego zderzenia Ziemi z obiektem kosmicznym w najnowszej historii. 6 grudnia 2016 r. Zgromadzenie Ogólne ONZ postanowiło, że Dzień Planetoid będzie obchodzony na całym świecie każdego roku w dniu 30 czerwca.
Pomysłodawcami Dnia Planetoid byli: filmowiec Grigorij Richters, dyrektor operacyjny Fundacji B612 Danica Remy, astronauta Apollo 9 Rusty Schweickart oraz gitarzysta Queen, astrofizyk Brian May. Ponad 200 astronautów, naukowców, inżynierów i artystów podpisało Deklarację Dnia Planetoid. Wśród sygnatariuszy znajduje się m.in. Richard Dawkins, Bill Nye, Peter Gabriel, Jim Lovell, astronauta Apollo 11 Michael Collins, Aleksiej Leonow, Bill Anders, Kip Thorne, Martin Rees, Chris Hadfield, Rusty Schweickart i Brian Cox. Deklaracja została oficjalnie ogłoszona 3 grudnia 2014 roku.